# ANT+
ANT+ (pronunciato ant plus o in italiano: ant più) è un protocollo senza fili per monitorare i dati dei sensori come il battito del cuore o la pressione degli pneumatici, come il controllo delle luci in interni.
ANT+ è progettato e mantenuto dalla ANT+ Alliance che è di proprietà di Garmin Si basa sul protocollo ANT.

## Certificazione
I dispositivi con ANT+ richiedono la certificazione della ANT+ Alliance per assicurarsi l'allineamento ai profili standard. Ogni profilo del dispositivo ha una icona che dovrebbe essere usata per comunicare con altri dispositivi e condividere gli stessi profili.